# Effectifs du championnat d'Europe masculin de basket-ball 2007
Cet article est un complément de Championnat d'Europe de basket-ball 2007 afin de présenter les effectifs lors de cet Euro espagnol.

## Group A

### Grèce
Sélectionneur  Panayótis Yannákis
| #  | Nom                     | Poste   | Date de naissance | Taille | Club actuel   |
| -- | ----------------------- | ------- | ----------------- | ------ | ------------- |
| 4  | Theódoros Papaloukás    | Meneur  | 1977              | 2.00   | CSKA Moscou   |
| 5  | Ioánnis Bouroúsis       | Pivot   | 1983              | 2.15   | Olympiakos    |
| 6  | Níkos Zísis             | Arrière | 1983              | 1.95   | CSKA Moscou   |
| 7  | Vasílios Spanoúlis      | Arrière | 1982              | 1.92   | Panathinaïkós |
| 8  | Panayótis Vasilópoulos  | Ailier  | 1984              | 2.02   | Olympiakos    |
| 9  | Michális Pelekános      | Ailier  | 1981              | 1.98   | Real Madrid   |
| 10 | Níkos Chatzivréttas     | Arrière | 1977              | 1.95   | Panathinaïkós |
| 11 | Dimosthénis Dikoúdis    | Ailier  | 1977              | 2.05   | Panathinaïkós |
| 12 | Konstantínos Tsartsarís | Pivot   | 1979              | 2.05   | Panathinaïkós |
| 13 | Dimítris Diamantídis    | Meneur  | 1980              | 1.96   | Panathinaïkós |
| 14 | Lázaros Papadópoulos    | Pivot   | 1980              | 2.10   | Real Madrid   |
| 15 | Michaíl Kakioúzis       | Ailier  | 1976              | 2.04   | CDB Séville   |

### Israël
Sélectionneur  Zvika Sherf
| #  | Nom            | Poste   | Date de naissance | Taille | Club actuel                |
| -- | -------------- | ------- | ----------------- | ------ | -------------------------- |
| 4  | Dror Hagag     | Arrière | 1978              | 1.78   | Hapoël Tel-Aviv            |
| 5  | Moran Roth     | Arrière | 1982              | 1.78   | Hapoël Holon               |
| 6  | Yotam Halperin | Arrière | 1984              | 1.96   | Maccabi Tel-Aviv           |
| 7  | Lior Eliyahu   | Ailier  | 1985              | 2.05   | Maccabi Tel-Aviv           |
| 8  | Erez Markovich | Pivot   | 1978              | 2.08   | Hapoël Tel-Aviv            |
| 9  | Jeron Roberts  | Arrière | 1976              | 1.94   | Demon Astronauts Amsterdam |
| 10 | Guy Pnini      | Ailier  | 1983              | 2.01   | Hapoël Tel-Aviv            |
| 11 | Meir Tapiro    | Arrière | 1975              | 1.94   | Bnei Hasharon              |
| 12 | Matan Naor     | Ailier  | 1980              | 1.94   | Ironi Nahariya             |
| 13 | Ido Kozikaro   | Ailier  | 1978              | 2.02   | Ironi Nahariya             |
| 14 | Yaniv Green    | Ailier  | 1980              | 2.06   | CSK Samara                 |
| 15 | Amit Tamir     | Pivot   | 1979              | 2.08   | BK Tcherkassy Mavpy        |

### Russie
Sélectionneur    David Blatt
| #  | Nom                 | Poste   | Date de naissance | Taille | Club actuel       |
| -- | ------------------- | ------- | ----------------- | ------ | ----------------- |
| 4  | Nikita Chabalkine   | Ailier  | 1986              | 2.04   | Khimki            |
| 5  | J.R. Holden         | Meneur  | 1976              | 1.85   | CSKA Moscou       |
| 6  | Sergueï Bykov       | Meneur  | 1983              | 1.90   | Dynamo Moscou     |
| 7  | Andreï Kirilenko    | Ailier  | 1981              | 2.05   | Utah Jazz         |
| 8  | Nikita Morgounov    | Ailier  | 1975              | 2.11   | Triumph Lyubertsy |
| 9  | Petr Samoylenko     | Arrière | 1977              | 1.86   | Dynamo Moscou     |
| 10 | Viktor Khryapa      | Ailier  | 1982              | 2.04   | Chicago Bulls     |
| 11 | Zakhar Pachoutine   | Arrière | 1974              | 1.95   | CSKA Moscou       |
| 12 | Sergueï Monya       | Ailier  | 1983              | 2.04   | Dynamo Moscou     |
| 13 | Anton Ponkrachov    | Arrière | 1986              | 2.00   | Khimki            |
| 14 | Alekseï Savrassenko | Pivot   | 1979              | 2.15   | CSKA Moscou       |
| 15 | Nikolaï Padius      | Arrière | 1980              | 1.97   | UNICS Kazan       |

### Serbie
Sélectionneur  Zoran Slavnić
| #  | Nom                 | Poste   | Date de naissance | Taille | Club actuel              |
| -- | ------------------- | ------- | ----------------- | ------ | ------------------------ |
| 4  | Miloš Teodosić      | Meneur  | 1987              | 1.96   | FMP Železnik             |
| 5  | Branko Cvetković    | Ailier  | 1984              | 2.00   | Akasvayu Girona          |
| 6  | Vuk Radivojević     | Arrière | 1983              | 1.95   | Alta Gestión Fuenlabrada |
| 7  | Zoran Erceg         | Pivot   | 1985              | 2.11   | FMP Železnik             |
| 8  | Dragan Labović      | Ailier  | 1986              | 2.10   | FMP Železnik             |
| 9  | Stefan Marković     | Arrière | 1988              | 1.99   | Hemofarm                 |
| 10 | Marko Jarić         | Arrière | 1978              | 2.01   | Minnesota Timberwolves   |
| 11 | Darko Miličić       | Pivot   | 1985              | 2.13   | Memphis Grizzlies        |
| 12 | Nemanja Aleksandrov | Pivot   | 1987              | 2.10   | Étoile rouge de Belgrade |
| 13 | Novica Veličković   | Ailier  | 1986              | 2.05   | Partizan                 |
| 14 | Milenko Tepić       | Arrière | 1987              | 2.02   | Partizan                 |
| 15 | Milan Gurović       | Ailier  | 1975              | 2.07   | Prokom Trefl Sopot       |

## Group B

### Espagne
Sélectionneur  Pepu Hernández
| #  | Nom                  | Poste   | Date de naissance | Taille | Club actuel            |
| -- | -------------------- | ------- | ----------------- | ------ | ---------------------- |
| 4  | Pau Gasol            | Pivot   | 1980              | 2.13   | Memphis Grizzlies      |
| 5  | Rudy Fernández       | Arrière | 1985              | 1.96   | Joventut               |
| 6  | Carlos Cabezas       | Meneur  | 1980              | 1.86   | Unicaja Málaga         |
| 7  | Juan Carlos Navarro  | Arrière | 1980              | 1.92   | Memphis Grizzlies      |
| 8  | José Manuel Calderón | Meneur  | 1981              | 1.91   | Toronto Raptors        |
| 9  | Felipe Reyes         | Pivot   | 1980              | 2.06   | Real Madrid            |
| 10 | Carlos Jiménez       | Ailier  | 1976              | 2.05   | Unicaja Málaga         |
| 11 | Sergio Rodríguez     | Meneur  | 1986              | 1.91   | Portland Trail Blazers |
| 12 | Berni Rodríguez      | Arrière | 1980              | 1.97   | Unicaja Málaga         |
| 13 | Marc Gasol           | Pivot   | 1985              | 2.16   | Akasvayu Girona        |
| 14 | Álex Mumbrú          | Ailier  | 1979              | 2.02   | Real Madrid            |
| 15 | Jorge Garbajosa      | Ailier  | 1977              | 2.06   | Toronto Raptors        |

### Croatie
Sélectionneur  Jasmin Repeša
| #  | Nom            | Poste   | Date de naissance | Taille | Club actuel               |
| -- | -------------- | ------- | ----------------- | ------ | ------------------------- |
| 4  | Roko-Leni Ukić | Meneur  | 1984              | 1.95   | Lottomatica Roma          |
| 5  | Davor Kus      | Arrière | 1978              | 1.91   | Unicaja Málaga            |
| 6  | Marko Popović  | Meneur  | 1982              | 1.85   | Žalgiris Kaunas           |
| 7  | Marin Rozić    | Ailier  | 1983              | 2.03   | Cibona Zagreb             |
| 8  | Nikola Prkačin | Ailier  | 1975              | 2.08   | Dynamo Moscou             |
| 9  | Marko Tomas    | Arrière | 1985              | 1.96   | Alta Gestión Fuenlabrada  |
| 10 | Zoran Planinić | Meneur  | 1982              | 1.97   | Tau Vitoria               |
| 11 | Mario Stojić   | Ailier  | 1980              | 1.98   | Club Menorca Basquet      |
| 12 | Damir Markota  | Ailier  | 1985              | 2.09   | Spartak Saint-Pétersbourg |
| 13 | Marko Banić    | Ailier  | 1984              | 2.00   | Iurbentia Bilbao          |
| 14 | Mario Kasun    | Pivot   | 1980              | 2.15   | FC Barcelone              |
| 15 | Stanko Barać   | Pivot   | 1986              | 2.17   | Tau Vitoria               |

### Lettonie
Sélectionneur  Kārlis Muižnieks
| #  | Nom                 | Poste   | Date de naissance | Taille | Club actuel           |
| -- | ------------------- | ------- | ----------------- | ------ | --------------------- |
| 4  | Uvis Helmanis       | Ailier  | 1972              | 2.03   | BK Ventspils          |
| 5  | Aigars Vītols       | Arrière | 1976              | 1.94   | BK Ventspils          |
| 6  | Armands Šķēle       | Arrière | 1983              | 1.92   | Barons/LMT            |
| 7  | Jānis Blūms         | Arrière | 1982              | 1.88   | Basket Napoli         |
| 8  | Raimonds Vaikulis   | Arrière | 1980              | 1.91   | Barons/LMT            |
| 9  | Gatis Jahovičs      | Ailier  | 1984              | 2.00   | ASK Rīga              |
| 10 | Sandis Valters      | Arrière | 1978              | 1.90   | ASK Rīga              |
| 11 | Pāvels Veselovs     | Ailier  | 1984              | 2.07   | BK Ventspils          |
| 12 | Kaspars Cipruss     | Pivot   | 1982              | 2.11   | BK Ventspils          |
| 13 | Raitis Grafs        | Pivot   | 1981              | 2.10   | ASK Rīga              |
| 14 | Kristaps Janičenoks | Ailier  | 1983              | 1.96   | Fortitudo Bologne     |
| 15 | Andris Biedriņš     | Pivot   | 1986              | 2.11   | Golden State Warriors |

### Portugal
Sélectionneur   Valentyn Mel'nytchouk
| #  | Nom                  | Poste   | Date de naissance | Taille | Club actuel              |
| -- | -------------------- | ------- | ----------------- | ------ | ------------------------ |
| 4  | Miguel Minhava       | Arrière | 1983              | 1,97   | CB L'Hospitalet          |
| 5  | Mário Gil Fernandes  | Arrière | 1982              | 1,74   | CB Plasencia             |
| 6  | Sérgio Ramos         | Ailier  | 1975              | 2,00   | Drac Inca                |
| 7  | Paulo Cunha          | Ailier  | 1980              | 1,99   | FC Porto                 |
| 8  | Francisco Jordão     | Pivot   | 1979              | 2,00   | 1º de Agosto             |
| 9  | Filipe da Silva      | Arrière | 1979              | 1,93   | CB Los Barrios           |
| 10 | João "Betinho" Gomes | Ailier  | 1985              | 1,99   | FC Barreirense           |
| 11 | Jorge Coelho         | Pivot   | 1978              | 2,00   | CB Palencia              |
| 12 | Paulo Simão          | Ailier  | 1976              | 1,98   | CF Belenenses            |
| 13 | Elvis Évora          | Pivot   | 1978              | 2,05   | Ovarense Aerosoles       |
| 14 | Miguel Miranda       | Pivot   | 1978              | 2,05   | Ovarense Aerosoles       |
| 15 | João Santos          | Ailier  | 1979              | 2,03   | Grupo Capitol Valladolid |

## Group C

### Allemagne
Sélectionneur  Dirk Bauermann
| #  | Nom               | Poste   | Date de naissance | Taille | Club actuel             |
| -- | ----------------- | ------- | ----------------- | ------ | ----------------------- |
| 4  | Mithat Demirel    | Meneur  | 1978              | 1,80   | Galatasaray             |
| 5  | Ademola Okulaja   | Ailier  | 1975              | 2,02   | Brose Baskets           |
| 6  | Stephen Arigbabu  | Pivot   | 1972              | 2,05   | Olympia Larissa         |
| 7  | Robert Garrett    | Arrière | 1977              | 1,92   | Brose Baskets           |
| 8  | Johannes Herber   | Arrière | 1983              | 1,97   | ALBA Berlin             |
| 9  | Steffen Hamann    | Meneur  | 1981              | 1,93   | Brose Baskets           |
| 10 | Demond Greene     | Arrière | 1979              | 1,85   | Brose Baskets           |
| 11 | Pascal Roller     | Meneur  | 1976              | 1,85   | Deutsche Bank Skyliners |
| 12 | Guido Grünheid    | Ailier  | 1982              | 2,06   | Hanzevast Capitals      |
| 13 | Patrick Femerling | Pivot   | 1975              | 2,13   | ALBA Berlin             |
| 14 | Dirk Nowitzki     | Ailier  | 1978              | 2,13   | Dallas Mavericks        |
| 15 | Jan-Hendrik Jagla | Pivot   | 1981              | 2,13   | DKV Joventut            |

### Lituanie
Sélectionneur  Ramūnas Butautas
| #  | Nom                  | Poste   | Date de naissance | Taille | Club actuel           |
| -- | -------------------- | ------- | ----------------- | ------ | --------------------- |
| 4  | Rimantas Kaukėnas    | Arrière | 1977              | 1.92   | Montepaschi Siena     |
| 5  | Giedrius Gustas      | Meneur  | 1980              | 1.90   | Barons Riga           |
| 6  | Jonas Mačiulis       | Ailier  | 1985              | 2.00   | Žalgiris Kaunas       |
| 7  | Darjuš Lavrinovič    | Pivot   | 1979              | 2.12   | UNICS Kazan           |
| 8  | Ramūnas Šiškauskas   | Ailier  | 1978              | 1.98   | CSKA Moscou           |
| 9  | Darius Songaila      | Ailier  | 1978              | 2.04   | Washington Wizards    |
| 10 | Simas Jasaitis       | Arrière | 1982              | 2.00   | Tau Vitoria           |
| 11 | Linas Kleiza         | Ailier  | 1985              | 2.03   | Denver Nuggets        |
| 12 | Kšyštof Lavrinovič   | Pivot   | 1979              | 2.10   | Montepaschi Siena     |
| 13 | Šarūnas Jasikevičius | Meneur  | 1976              | 1.92   | Golden State Warriors |
| 14 | Paulius Jankūnas     | Ailier  | 1984              | 2.05   | Žalgiris Kaunas       |
| 15 | Robertas Javtokas    | Pivot   | 1980              | 2.10   | Dynamo Moscou         |

### Turquie
Sélectionneur   Bogdan Tanjević
| #  | Nom              | Poste   | Date de naissance | Taille | Club actuel          |
| -- | ---------------- | ------- | ----------------- | ------ | -------------------- |
| 4  | Ender Arslan     | Arrière | 1983              | 1.88   | Efes Pilsen İstanbul |
| 5  | Ermal Kurtoğlu   | Pivot   | 1980              | 2.07   | Efes Pilsen İstanbul |
| 6  | Engin Atsür      | Arrière | 1984              | 1.94   | Benetton Trévise     |
| 7  | Cenk Akyol       | Arrière | 1987              | 1.93   | Efes Pilsen İstanbul |
| 8  | Ersan Ilyasova   | Ailier  | 1987              | 2.05   | FC Barcelone         |
| 9  | Semih Erden      | Pivot   | 1986              | 2.11   | Fenerbahçe Ülkerspor |
| 10 | Hakan Demirel    | Arrière | 1986              | 1.88   | Fenerbahçe Ülkerspor |
| 11 | İbrahim Kutluay  | Arrière | 1974              | 1.98   | Fenerbahçe Ülkerspor |
| 12 | Kerem Gönlüm     | Ailier  | 1977              | 2.07   | Efes Pilsen İstanbul |
| 13 | Mehmet Okur      | Ailier  | 1979              | 2.11   | Utah Jazz            |
| 14 | Kaya Peker       | Pivot   | 1980              | 2.07   | Tau Vitoria          |
| 15 | Hidayet Türkoğlu | Ailier  | 1979              | 2.08   | Orlando Magic        |

### République tchèque
Sélectionneur  Zdenek Hummel
| #  | Nom                 | Poste   | Date de naissance | Taille | Club actuel      |
| -- | ------------------- | ------- | ----------------- | ------ | ---------------- |
| 4  | Štěpán Vrubl        | Arrière | 1976              | 1.86   | A Plus Brno      |
| 5  | Pavel Beneš         | Arrière | 1975              | 1.90   | Nymburk          |
| 6  | Maurice Whitfield   | Arrière | 1973              | 1.86   | Olympiada Patras |
| 7  | Michal Kremen       | Ailier  | 1981              | 2.00   | Nymburk          |
| 8  | Lukáš Kraus         | Ailier  | 1984              | 2.01   | Liberec          |
| 9  | Jiří Welsch         | Arrière | 1980              | 1.97   | Unicaja Málaga   |
| 10 | Ladislav Sokolovský | Ailier  | 1977              | 2.00   | Nymburk          |
| 11 | Luboš Bartoň        | Ailier  | 1980              | 2.02   | Joventut         |
| 12 | Radek Necas         | Ailier  | 1980              | 2.04   | Nymburk          |
| 13 | Petr Benda          | Pivot   | 1982              | 2.04   | Nymburk          |
| 14 | Jakub Houška        | Pivot   | 1982              | 2.06   | BK Děčín         |
| 15 | Ondřej Starosta     | Pivot   | 1979              | 2.15   | CAI Zaragoza     |

## Group D

### France
Sélectionneur  Claude Bergeaud
| #  | Nom              | Poste   | Date de naissance | Taille | Club actuel              |
| -- | ---------------- | ------- | ----------------- | ------ | ------------------------ |
| 4  | Joseph Gomis     | Arrière | 1978              | 1.80   | Grupo Capitol Valladolid |
| 5  | Pape Badiane     | Pivot   | 1980              | 2.08   | Roanne                   |
| 6  | Sacha Giffa      | Ailier  | 1977              | 1.97   | Strasbourg               |
| 7  | Yohann Sangare   | Arrière | 1983              | 1.92   | Lyon-Villeurbanne        |
| 8  | Yakhouba Diawara | Ailier  | 1982              | 2.01   | Denver Nuggets           |
| 9  | Tony Parker      | Arrière | 1982              | 1.86   | San Antonio Spurs        |
| 10 | Cédric Ferchaud  | Arrière | 1980              | 1.94   | Pau-Orthez               |
| 11 | Florent Piétrus  | Ailier  | 1981              | 2.02   | Unicaja Málaga           |
| 12 | Tariq Kirksay    | Arrière | 1978              | 1.98   | Nancy                    |
| 13 | Boris Diaw       | Ailier  | 1982              | 2.03   | Phoenix Suns             |
| 14 | Ronny Turiaf     | Pivot   | 1983              | 2.06   | Los Angeles Lakers       |
| 15 | Frédéric Weis    | Pivot   | 1977              | 2.18   | Iurbentia Bilbao         |

### Slovénie
Sélectionneur  Aleš Pipan
| #  | Nom                 | Poste   | Date de naissance | Taille | Club actuel          |
| -- | ------------------- | ------- | ----------------- | ------ | -------------------- |
| 4  | Sandi Čebular       | Arrière | 1986              | 1.94   |                      |
| 5  | Jaka Lakovič        | Meneur  | 1978              | 1.76   | FC Barcelone         |
| 6  | Aleksandar Ćapin    | Meneur  | 1982              | 1.86   | Whirlpool Varese     |
| 7  | Goran Dragić        | Meneur  | 1986              | 1.88   | Tau Vitoria          |
| 8  | Radoslav Nesterovič | Pivot   | 1976              | 2.14   | Toronto Raptors      |
| 9  | Matjaž Smodiš       | Ailier  | 1979              | 2.05   | CSKA Moscou          |
| 10 | Uroš Slokar         | Pivot   | 1983              | 2.09   | Triumph Lyubertsy    |
| 11 | Jaka Klobučar       | Arrière | 1987              | 1.94   | Slovan Ljubljana     |
| 12 | Goran Jagodnik      | Ailier  | 1974              | 2.02   | Hemofarm             |
| 13 | Domen Lorbek        | Arrière | 1985              | 1.96   | Estudiantes          |
| 14 | Gašper Vidmar       | Pivot   | 1987              | 2.08   | Fenerbahçe Ülkerspor |
| 15 | Erazem Lorbek       | Pivot   | 1984              | 2.09   | Lottomatica Roma     |

### Italie
Sélectionneur  Carlo Recalcati
| #  | Nom                | Poste   | Date de naissance | Taille | Club actuel           |
| -- | ------------------ | ------- | ----------------- | ------ | --------------------- |
| 4  | Marco Belinelli    | Arrière | 1986              | 1.96   | Golden State Warriors |
| 5  | Gianluca Basile    | Arrière | 1975              | 1.95   | FC Barcelone          |
| 6  | Stefano Mancinelli | Ailier  | 1983              | 2.03   | Fortitudo Bologne     |
| 7  | Matteo Soragna     | Arrière | 1975              | 1.97   | Benetton Trévise      |
| 8  | Denis Marconato    | Pivot   | 1975              | 2.12   | FC Barcelone          |
| 9  | Marco Mordente     | Arrière | 1979              | 1.90   | Benetton Trévise      |
| 10 | Andrea Bargnani    | Ailier  | 1985              | 2.12   | Toronto Raptors       |
| 11 | Andrea Crosariol   | Pivot   | 1984              | 2.13   | Virtus Bologne        |
| 12 | Massimo Bulleri    | Meneur  | 1977              | 1.87   | Armani Jeans Milano   |
| 13 | Fabio Di Bella     | Meneur  | 1978              | 1.86   | Virtus Bologne        |
| 14 | Luigi Datome       | Ailier  | 1987              | 2.02   | Legea Scafati         |
| 15 | Angelo Gigli       | Pivot   | 1983              | 2.10   | Benetton Trévise      |

### Pologne
Sélectionneur   Andrej Urlep
| #  | Nom                      | Poste   | Date de naissance | Taille | Club actuel         |
| -- | ------------------------ | ------- | ----------------- | ------ | ------------------- |
| 4  | Bartłomiej Wołoszyn      | Ailier  | 1986              | 1.97   | Anwil Włocławek     |
| 5  | Andrzej Pluta            | Arrière | 1974              | 1.81   | Anwil Włocławek     |
| 6  | Robert Skibniewski       | Arrière | 1983              | 1.82   | Turów Zgorzelec     |
| 7  | Robert Witka             | Ailier  | 1981              | 2.06   | Turów Zgorzelec     |
| 8  | Filip Dylewicz           | Ailier  | 1980              | 2.02   | Prokom Trefl Sopot  |
| 9  | Radosław Hyży            | Ailier  | 1977              | 2.00   | Śląsk Wrocław       |
| 10 | Adam Wójcik              | Ailier  | 1970              | 2.08   | Upea Capo d'Orlando |
| 11 | Kamil Pietras            | Ailier  | 1988              | 2.04   | Olimpija Ljubljana  |
| 12 | Szymon Szewczyk          | Pivot   | 1982              | 2.09   | Lokomotiv Rostov    |
| 13 | Iwo Kitzinger            | Arrière | 1985              | 1.88   | Turów Zgorzelec     |
| 14 | Przemysław Frasunkiewicz | Ailier  | 1979              | 2.01   | Czarni Słupsk       |
| 15 | Łukasz Koszarek          | Arrière | 1984              | 1.87   | Anwil Włocławek     |